# Audio Video Interleave
Pour les articles homonymes, voir AVI.
 (août 2024).
Si vous disposez d'ouvrages ou d'articles de référence ou si vous connaissez des sites web de qualité traitant du thème abordé ici, merci de compléter l'article en donnant les références utiles à sa vérifiabilité et en les liant à la section « Notes et références ».
L'Audio Video Interleave ou AVI, « Imbrication Audio Vidéo », est un format d'empaquetage conçu pour stocker des données audio et vidéo. AVI utilise un même paquet standard « fichier conteneur ».
Le format AVI a été présenté par Microsoft en novembre 1992, en tant qu'élément de la vidéo pour la technologie de Windows. Il permet de réunir en un seul fichier une piste vidéo et 99 pistes audio au maximum, ce qui permet de bénéficier, par exemple, de plusieurs langues pour un même film.
Dans un fichier AVI, différents codecs peuvent être encapsulés, pour la vidéo : DivX, Xvid, DV, Mpeg2/4, etc., pour l'audio : AC3, mp3, PCM, etc. 
Des extensions au format AVI ont été développées par le groupe Matrox OpenDML en février 1996. OpenDML permet notamment de dépasser la limite des 2 Go que le vieux format AVI imposait, ou encore d'ajouter un tag spécifiant le ratio d'aspect pour l'image. Elles sont soutenues par Microsoft et la norme est appelée officieusement « AVI 2.0 ». (Les noms des fichiers qui en résultent ont la même extension « avi ».)